# 高辰
高辰（？—1772年），四川金堂人，清朝政治人物。同进士出身。

## 生平
乾隆十六年（1751年）辛未科进士。选翰林院庶吉士。散馆归班，掌教锦江书院。乾隆二十八年（1763年）任江苏清河县知县。乾隆三十二年（1767年）署华亭县知县。乾隆三十七年授凤阳府同知，未履任，卒于治所。

## 佚事
袁枚《子不語》記載其善觀星象，占卜死期之事。